# رجل محلي
رجل محلي هي مسرحية أسترالية أنتجت في عام 2004 بإخراج بوب إليس وروبن مكلشلان، تدور الرواية حول السياسي بن تشيفلي، ويعد عرضاً من عمل رجل واحد.

## القصة
في 9 يونيو 1951، يعود بن تشيفلي إلى منزله في باثورست لكتابة خطاب ألقاه في مؤتمر حزب العمال الأسترالي في سيدني في اليوم التالي.

## أصله
كان إليس مهتما لفترة طويلة بحياة ومهنة بن تشيفلي. وقال إليس «إن رواية تشيفلي هي إحدى قصص الحرمان الهائل التي تغلب عليها الانضباط والفكر والكثير من البرودة الشخصية، والتي يمكن تفسيرها بسهولة بحقيقة أن أمه تركته يذهب ولم يراها منذ 10 سنوات».
كتب إليس المسرحية للممثل توني باري، الذي أراد أن يلعب تشيفلي في المسلسل المصغر المؤمنون الحقيقيون، الذي كان الكاتب قد شارك في تأليفه، ولكن وفقا لإليس، «تم استبداله من قبل إد ديفرو، وهو رجل سمين قصير يلعب رجل نحيف طويل. كان مثل توني بيركنز في دور ونستون تشرشل أو لو كوستيلو في دور شارل ديغول. ثم فكرت: دعونا نقدم عرض رجل واحد مع توني في دور تشيفلي».
تعاون إليس مع المؤرخ روبن ماكلاكلان. كتبت المسرحية في أربع جلسات على مدى 19 يوما. وقال إليس «لم أدرك حتى ذلك الحين أن الحالة الطبيعية لحزب العمال هي واحدة من ست قطط في كيس في النهر. ميلهم الطبيعي هو الإنقسام، قتل الأخ وإيذاء الذات. ولكن من حين لآخر تحصل على شخصية كاريزمية واضحة مثل غوف وتلام وبوب هوك الذين يمكنهم أن يمسكوا القطط في كيس في نوع من التواصل».
ظهرت المسرحية لأول مرة في باثورست في عام 2004. وقال: «إن تأثير توني كشيفلي مدهش. أنه لا يلعب بالضبط الرجل نفسه لكنه يلعب على أكمل وجه دور رجل أسترالي في الثلاثينيات والأربعينيات من القرن الماضي، محدود نوعًا ما في طريقه لكنه قوي وغير فاسد على الإطلاق، ثابت في مبادئه توني لديه ربما أفضل صوت الطبقة العاملة الأسترالية. لم يكن على المسرح حتى العام الذي قام فيه بأداء فيلم رجل محلي. ولتسريع الأمر لعب دور الملك لير في بوندي بافيليون».
أنتجت المسرحية في مسرح الفرقة في عام 2006. وقد تفاجأ إليس، مدعيا أن «الفرقة ليست غير سياسية تماما ولكنها أمريكية جدا -نيل سيمون وآرثر ميلر -وأنتم لا ترون أنها تقوم بأي مسرحيات أسترالية أصلية ليست من قبيل مناقشة هنري سيبس لمتعة الأبوّة».

## روابط خارجية
- A Local Man at Ausstage
- Review of 2006 Sydney production at Sydney Morning Herald
- Review of 2006 Sydney production at Stage Noise